# Melese nigromaculata
Melese nigromaculata är en fjärilsart som beskrevs av Rothschild 1909. Melese nigromaculata ingår i släktet Melese och familjen björnspinnare. Inga underarter finns listade i Catalogue of Life.